# Bembidion foveum
Bembidion foveum es una especie de escarabajo del género Bembidion, familia Carabidae. Fue descrita científicamente por Motschulsky en 1844.
Habita en Canadá, Rusia y los Estados Unidos.